# 바렌앙아르곤
바렌앙아르곤(Varennes-en-Argonne)은 프랑스 로렌 뫼즈주의 코뮌이다. 프랑스 혁명기의 바렌 사건의 무대로 유명하다. 제1차 세계 대전 기간에는 독일에 점령되었고, 그것에 대항하는 프랑스군에 의해 4년간 폭격으로 거의 초토화되었다. 박물관에는 갈리아 로마 시대(고대 로마 시대의 프랑스) 이후 현대까지의 지역 발전에 관한 전시가 되고 있으며, 특히, 프랑스 혁명기와 제1차 세계 대전에 관한 전시를 하고 있다.
인구는 1999년 기준으로 691명이다.

## 지리
바렌앙아르곤은 베르됭 근처의 생트므누(Sainte-Menehould)의 북동쪽에 있는 에르 강 위에 있다.

## 역사
이곳은 1791년 루이 16세 일가가 프랑스 혁명 세력을 피해 외국으로 탈출하려고 시도한 바렌 도주의 무대였다. 당시 그들은 왕비인 마리 앙트와네트의 오빠인 레오폴트 2세가 다스리는 오스트리아 제국의 국경 근처로 도주를 시도하고 있었다. 그러나 국왕 일가가 하룻밤을 보냈던 생트므누에서 국왕 일가의 도주 소문을 듣고 경계를 하고 있었던, 지역 우체국장인 드루에에게 발각되어 탈출을 저지당한다.
국왕 일가는 시민들에게 붙잡여 튈르리 궁전으로 되돌아오게 된다. 1793년 국왕 부부는 결국 단두대의 이슬로 사라진다.

## 같이 보기
- 바렌 사건